# 淮海中路街道
淮海中路街道是中国上海市黄浦区下辖的一个街道办事处。位于原卢湾区东北部，北到金陵东路，南到建国东路，东到西藏南路，西到重庆南路，面积1.41平方公里，户籍人口9.89万人（2008年）。下辖20个居委会。
淮海中路街道的人口密度达到每平方公里69670人，是上海市人口密度最高的区域之一。辖区内仍保留有大量石库门里弄（如尚贤坊，以及树德里，即中国共产党第一次全国代表大会会址），老年人群比例较高。
淮海中路东段位于淮海中路街道辖区，沿线是卢湾区的中心地域，1930年代已经形成繁盛的商业街，1990年代以后经过彻底改建，形成高档商务楼群，包括企业天地、中环广场、瑞安广场、香港广场、兰生大厦、大上海时代广场、力宝广场、新世界广场等，亦为上海的时尚商业区。
淮海中路南侧的石库门里弄密集区，新开挖了太平湖，并将一部分成功地改造为时尚休闲区域新天地。

## 行政区划
淮海中路街道下辖新华居委会、星平居委会、合二居委会、复三居委会、复四居委会、志成居委会、大华居委会、浏河居委会、景安居委会、光明居委会、复兴居委会、西成居委会、孝和居委会、瑞华居委会、建二居委会、建四居委会、建六居委会、合一居委会、顺六居委会、新天地居委会。